# Una (ort i Indien, Gujarat)
Una är en ort i Indien.   Den ligger i distriktet Jūnāgadh och delstaten Gujarat, i den västra delen av landet, 1 100 km sydväst om huvudstaden New Delhi. Una ligger 29 meter över havet och antalet invånare är 56 545.
Terrängen runt Una är platt.  Una är det största samhället i trakten. Omgivningarna runt Una är en mosaik av jordbruksmark och naturlig växtlighet.